# Comtat de Ribe
El comtat de Ribe (danès Ribe Amt) fou un comtat (danès, amt) a la península de Jutlàndia al sud-oest de Dinamarca. Entre els seus municipis havia la cinquena ciutat danesa més gran, Esbjerg.

## Antics municipis (1970-2006)
Era format pels antics municipis de:
| - Billund - Blaabjerg - Blåvandshuk - Bramming - Brørup - Esbjerg - Fanø | - Grindsted - Helle - Holsted - Ribe - Varde - Vejen - Ølgod |